# Pierwsza dama Konga
Pierwsza dama Republiki Konga (fr. Première Dame de la République du Congo) – tytuł nadawany żonie prezydenta Republiki Konga. Obecną pierwszą damą jest Antoinette Sassou Nguesso, żona prezydenta Denisa Sassou-Nguesso, która sprawuje to stanowisko od 31 sierpnia 1997.

## Lista pierwszych dam Konga
| #  | Zdjęcie | Imię i nazwisko            | Od               | Do               | Prezydent               | Uwagi                                                                                                |
| -- | ------- | -------------------------- | ---------------- | ---------------- | ----------------------- | --- |
|    | –       | –                          | 15 sierpnia 1960 | 15 sierpnia 1963 | Fulbert Youlou          | Prezydent Youlou, jako rzymskokatolicki ksiądz, nie był żonaty                                       |
| 1. |         | Marie Massamba-Debat       | 16 sierpnia 1963 | 4 września 1968  | Alphonse Massamba-Débat | |
|    | –       | –                          | 5 sierpnia 1968  | 1 stycznia 1969  | Alfred Raoul            | Alfred Raoul pełnił obowiązki tymczasowego prezydenta Konga, ożenił się dopiero przed swoją śmiercią |
| 2. |         | Clotilde Ngouabi           | 1 stycznia 1969  | 18 marca 1972    | Marien Ngouabi          | |
| 3. |         | Céline Ngouabi             | 31 grudnia 1972  | 18 marca 1977    | Marien Ngouabi          | |
| 4. |         | Marie-Noëlle Yhombi-Opango | 24 kwietnia 1977 | 5 lutego 1979    | Joachim Yhombi-Opango   | |
| 5. |         | Antoinette Sassou Nguesso  | 8 lutego 1979    | 31 sierpnia 1992 | Denis Sassou-Nguesso    | |
| 6. |         | Jocelyne Lissouba          | 31 sierpnia 1992 | 25 sierpnia 1997 | Pascal Lissouba         | |
| 7. |         | Antoinette Sassou Nguesso  | 31 sierpnia 1997 |                  | Denis Sassou-Nguesso    | |